# Grey Island (ö i Australien)
Grey Island är en ö i Australien. Den ligger i delstaten Western Australia, omkring 2 100 kilometer nordost om delstatshuvudstaden Perth. Arean är 4,0 kvadratkilometer. Den sträcker sig 3,8 kilometer i nord-sydlig riktning, och 2,4 kilometer i öst-västlig riktning.
I omgivningarna runt Grey Island växer huvudsakligen savannskog. Trakten runt Grey Island är nära nog obefolkad, med mindre än två invånare per kvadratkilometer. Savannklimat råder i trakten. Genomsnittlig årsnederbörd är 1 826 millimeter. Den regnigaste månaden är februari, med i genomsnitt 407 mm nederbörd, och den torraste är augusti, med 1 mm nederbörd.